# Albert Emon
Albert Emon (Berre-l'Étang, 24 giugno 1956) è un allenatore di calcio ed ex calciatore francese, di ruolo attaccante.

## Carriera

### Club
Ha giocato nella prima divisione francese.

### Nazionale
Ha collezionato 8 presenze con la propria nazionale mettendo a segno una rete.

## Palmarès

### Giocatore

#### Club

##### Competizioni nazionali
- Campionato francese: 1

Ol. Marsiglia: 1971-1972
- Coppa di Francia: 3

Ol. Marsiglia: 1971-1972, 1975-1976
Monaco: 1979-1980
- Supercoppa francese: 1

Ol. Marsiglia: 1971

##### =Competizioni internazionali
- Coppa delle Alpi: 1

Monaco: 1979